# Cerkiew Opieki Matki Bożej w Dubiczach Cerkiewnych
Cerkiew pod wezwaniem Opieki Matki Bożej – prawosławna cerkiew parafialna w Dubiczach Cerkiewnych. Należy do dekanatu Kleszczele diecezji warszawsko-bielskiej Polskiego Autokefalicznego Kościoła Prawosławnego.

## Historia
Pierwsza świątynia powstała w 1593, co potwierdza przywilej Zygmunta II Augusta. Następna wzmianka pisana o cerkwi znajduje się w dokumencie „z wizyty generalnej cerkwi dubickiej 1727”. Obecna cerkiew (na fundamentach poprzedniej z 1729, spalonej w 1941), wzniesiona została w latach 1946–1954 dzięki ofiarności miejscowej ludności. Konsekracja świątyni miała miejsce 14 października 1955 r.
Na początku lat 90. XX w. cerkiew została gruntownie wyremontowana.
Cerkiew wpisano do rejestru zabytków 19 lutego 2015 pod numerem 583.

## Architektura

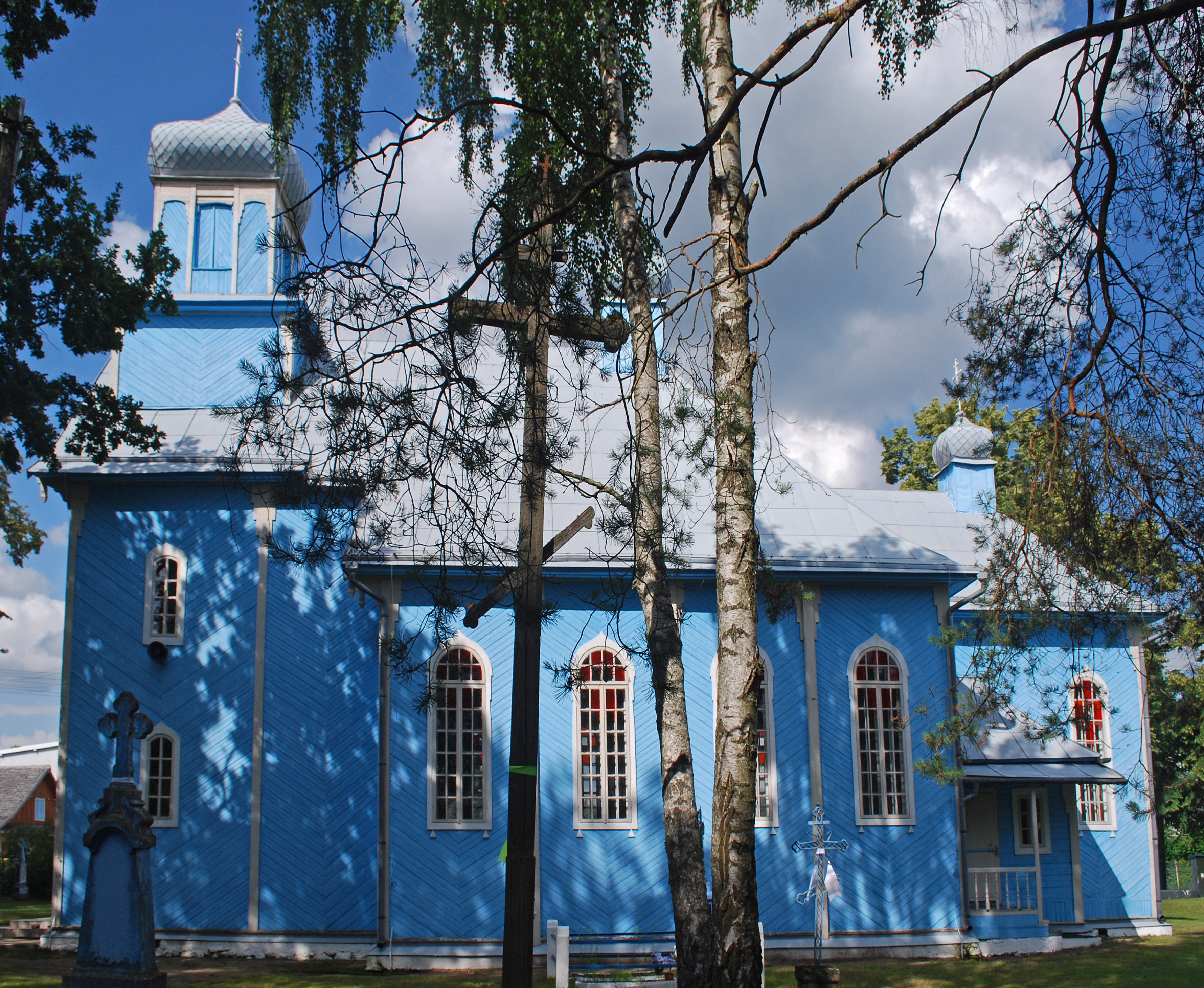
Widok od południa

Budowla drewniana, o konstrukcji zrębowej, orientowana, szalowana, trójdzielna. Nawa na planie kwadratu. Prezbiterium mniejsze od nawy, zamknięte trójbocznie. Nad kruchtą góruje wieża-dzwonnica. Dachy cerkwi blaszane. Wieża zwieńczona kopulastym hełmem. Nad nawą dach jednokalenicowy z wieżyczką na planie kwadratu, zwieńczoną kopulastym hełmem. Nad prezbiterium dach jednokalenicowy, również z wieżyczką na planie kwadratu zwieńczoną kopulastym hełmem. Wewnątrz strop o przekroju trapezu. Ikonostas z 1992 (poprzedni został przeniesiony do cerkwi w Jelonce).